# Cine adolescente
El cine adolescente (también conocido como teen) es un género cinematográfico, sobre todo del cine comercial, destinado a adolescentes y adultos jóvenes, cuyo argumento se basa con frecuencia en los intereses especiales de los más jóvenes, como la mayoría de edad, el primer amor, la primera relación sexual, la fama, la popularidad, la rebeldía, los conflictos con los padres, la angustia adolescente, la virilidad y la alienación, entre otros muchos. Estos temas suelen presentarse de manera superficial, estereotipada o trivializados. En el cine no comercial, pueden abordar temas de cultura y ciencia y biografías.[cita requerida]
Las escenas de las películas de este género suelen situarse en colegios, o son protagonizadas por estudiantes de secundaria. Los temas sexuales son comunes, al igual que la desnudez y el humor escatológico.[cita requerida]

## Tipos
Además de la clásica película de adolescentes, hay varios subgéneros de ésta que incluyen:
- Ciencia ficción adolescente
- Terror adolescente
- Drama adolescente
- Comedia adolescente
- Cine musical adolescente
- Cine animado adolescente

Hay muchos más tipos de películas para adolescentes, que puede dividirse una vez más en subcategorías, que se pueden hallar en la lista de películas para adolescentes, en el caso de las animadas, hay algunas que las convierten para el público maduro o para el público infantil y adolescente y sus tramas en las animadas pueden ser musicales, fantasiosas o comedia.

## Códigos y convenciones
Los códigos y convenciones de este género varían en función del contexto cultural de la película, pero suelen incluir bailes, alcohol, sustancias ilegales, el instituto, deportes de grupo, fiestas nocturnas, perder la virginidad, las relaciones sociales y amorosas, los grupos sociales y demás clichés de la cultura pop estadounidense.
Los códigos y las convenciones clásicas de las películas de adolescentes provienen de las películas estadounidenses, donde frecuentemente se utilizan estereotipos, al igual que los grupos sociales. Los estereotipos más habituales son:
- El deportista y la animadora
- La "abeja reina" del colegio
- El "empollón" / geek / friki
- El chico rebelde
- La chica apática-rebelde
- El chico gótico
- Los chicos marginados
- El recién llegado o la recién llegada
- El chico o la chica solitaria/o
- El grupo de las chicas populares

Aparte de estos personajes estereotipados hay muchos otros códigos y convenciones del cine adolescente.
Estas películas suelen centrarse en o alrededor de los institutos, ya que esto permite al espectador disfrutar de muchos grupos sociales distintos, y sentirse identificado con alguno.

## Gente asociada frecuentemente al cine para adolescentes

### John Hughes
El género adolescente ganó más credibilidad en los años ochenta con la aparición del escritor y director John Hughes. Su legado de películas para adolescentes resultó ser atractivo no solo para el público, sino también para la crítica.

### Éric Rohmer
Éric Rohmer, es un director pionero de la "Nueva ola francesa", caracterizado por centrarse en los jóvenes adultos, y sus complicaciones amorosas en varias de sus películas.

### Actores insignes
Las películas para adolescentes cuentan de actores como Annette Funicello y Hayley Mills que interpretaron importantes papeles en los años sesenta y setenta, los miembros de la Brat Pack en los años ochenta y principios de los noventa, y más tarde Sarah Michelle Gellar, Sean William Scott, Jason Biggs, Lindsay Lohan, Zac Efron, Hilary Duff y otras sensaciones que eran preadolescentes o adolescentes en el momento de las películas que protagonizaron.